# Eduard von Taaffe

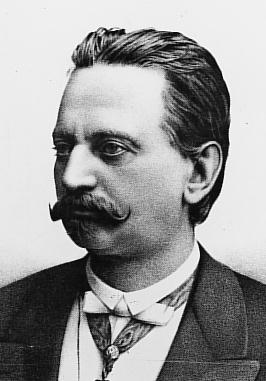
Eduard Taaffe

Eduard Franz Joseph Graf von Taaffe (Wenen, 24 februari 1830 - Slot Ellischau, 29 november 1895), 11e burggraaf Taaffe, was van 1868 tot 1870 en van 1879 tot 1893 premier van Oostenrijk.

## Biografie
Eduard Taaffe was de tweede zoon van minister Ludwig Patrick von Taaffe en stamde uit een oud Iers adellijk geslacht. Hij was een jeugdvriend van keizer Frans Jozef I en maakte een snelle politieke carrière. In 1863 werd hij landspresident van Salzburg en in 1867 stadhouder van Opper-Oostenrijk. Nog datzelfde jaar, na de nederlaag tegen Pruisen in de Pruisisch-Oostenrijkse Oorlog (1866), werd hij minister van Onderwijs en Cultuur en minister van Binnenlandse Zaken in de regering-Beust en vervolgens minister van Landsverdediging en plaatsvervangend minister-president in de regering van Carlos von Auersperg, wiens functie hij in 1868 overnam. Hij trad in 1870 af toen hij door zijn wens concessies te doen aan de federalistische eisen van de Tsjechen in conflict raakte met zijn regering.
Hij werd vervolgens stadhouder van Tirol (1871-1879) en diende weer twee termijnen als minister van Binnenlandse Zaken (1870-1871 en 1879-1893). In 1879 werd hij opnieuw minister-president. Hij voerde wederom een pro-Slavische politiek en steunde daarbij op de conservatieve clerus en Poolse en Tsjechische grootgrondbezitters. Met name aan de Tsjechen deed hij concessies (indeling van de Universiteit van Praag naar taal, gelijkstelling van het Tsjechisch aan het Duits als taal van justitie en bestuur), waarbij hij stuitte op heftige oppositie van de rechtse groep rond Georg von Schönerer en Karl Lueger en van de liberalen. Het lukte hem echter niet de etnische desintegratie van de Donaumonarchie een halt toe te roepen. Succesvoller was zijn economische en sociale beleid: hij voerde een ziekte- en ongevallenverzekering in, verbeterde het arbeidsrecht en saneerde de rijksbegroting. Hij verloor de controle over zijn regering toen de Tsjechen onder František Ladislav Rieger steeds verder radicaliseerden. Uiteindelijk stapte hij in 1893 op toen alle partijen zijn initiatief tot een kiesrechthervorming afwezen. Hij stierf twee jaar later op zijn Slot Ellischau in West-Bohemen.
Von Taaffe verklaarde ooit dat hij als premier eigenlijk niet bestuurde maar aan fortwursteln deed of voortploegde. Hij was heel behendig in het vinden van meerderheden onder politici door het verlenen van beperkte concessies. 